# Prva hrvatska liga u bejzbolu 2005.
Prva hrvatska liga u bejzbolu 2005. godine.
Sudionici su bili bejbolaški klub Zagreb, Kelteks iz Karlovca, Nada SSM iz Splita, Vindija iz Varaždina te Medvednica i Novi Zagreb iz Zagreba.
Prvenstvo se igralo u dva dijela. Prvi se igrao po liga-sustavu. Prva četiri su išla u doigravanje za prvaka.
U doigravanju za prvaka, završnicu su igrala najbolja dva kluba iz poluzavršnice. Prvak je bila momčad koja pobijedi u četiri utakmice.

## Ligaško natjecanje - konačni poredak
```
Pl. Klub       Ut   Pb Pz  Količ.
1. 
Zagreb
      10    8  2  
2. 
Kelteks
     10    7  3  
3. 
Nada SSM
    10    7  3  
4. 
Vindija
     10    6  4  
5. 
Medvednica
  10    1  9 
6. 
Novi Zagreb
 10    1  9
```

## Doigravanje za 5.-8. mjesto
Gajnice - Medvednica 11:1 

Novi Zagreb - Gajnice 11:8 

Novi Zagreb - Medvednica 17:3 

Sisak - Gajnice 13:6 

Medvednica - Gajnice 15:5 

Novi Zagreb - Sisak 8:7 

Gajnice - Novi Zagreb 7:14 

Sisak - Medvednica 9:4

## Doigravanje za prvaka

### Poluzavršnica
Zagreb - Kelteks 7:4 

Kelteks - Nada 2:6 

Zagreb - Vindija 16:6 

Zagreb - Vindija 4:5 

Kelteks - Nada 14:6 

Nada - Kelteks 9:0 

Kelteks - Nada 3:7

### Za 3. mjesto
Kelteks - Vindija 13:0 

Kelteks - Vindija 25:2 

Vindija - Kelteks 3:7

### Za 1. mjesto
Zagreb - Nada 4:14 

Zagreb - Nada 2:8 

Nada - Zagreb 3:2 

Nada - Zagreb 8:5
Hrvatski prvak za 2005. godinu u bejzbolu je Nada SSM.

## Konačni poredak
1. Nada SSM, Split
2. Zagreb, Zagreb
3. Kelteks, Karlovac
4. Vindija, Varaždin
5. Novi Zagreb, Zagreb
6. Sisak, Sisak
7. Medvednica, Zagreb
8. Gajnice, Zagreb
9. Donat, Zadar
10. Grabrik, Karlovac
11. Gorica, Velika Gorica